# جائزة أفضل لاعبة العام من لاعبو كرة القدم المحترفون في أستراليا
جائزة أفضل لاعبة كرة قدم في أستراليا (غالبًا ما تسمى أفضل لاعبة كرة قدم في أستراليا) هي جائزة سنوية تُمنح للاعبة التي يُحكم عليها بأنها الأفضل في العام في كرة القدم الأسترالية . يتم تقديم الجائزة منذ موسم 2009–10 ويتم اختيار الفائز بالتصويت بين أعضاء نقابة اللاعبين، رابطة لاعبي كرة القدم المحترفين في أستراليا (PFA). الحامل الحالي للجائزة هي سام كير ، التي فازت بها في 17 يوليو 2023.
كانت الفائزة الأولى بالجائزة هي لاعبة نادي سيدني إف سي سيرفيت أوزونلار . اعتبارًا من عام 2020، فاز سام كير ، وإليز كيلوند-نايت ، وليديا ويليامز بالجائزة في مناسبات متعددة، وفاز كير فقط بالجائزة في مواسم متتالية. وقد فاز كير بالجائزة ست مرات وهو رقم قياسي.
الجائزة مفتوحة للاعبات اللواتي يلعبن في الدوري الأسترالي للسيدات واللاعبات الأستراليات اللواتي يلعبن في الخارج. ولم يفز أي لاعب غير أسترالي بالجائزة حتى عام 2020، على الرغم من أن العديد من اللاعبين لعبوا في بلدان أخرى.

## الفائزات
تم تقديم الجائزة في إحدى عشرة مناسبة حتى عام 2023، مع ستة فائزات مختلفات.

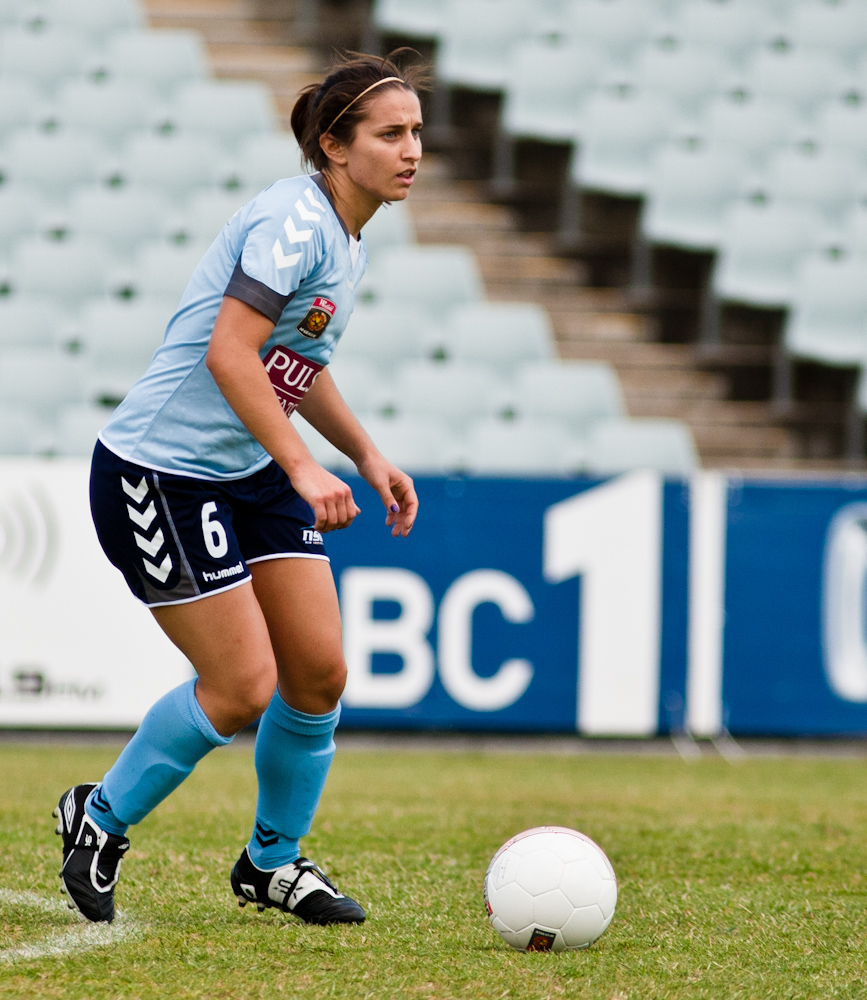
كانت سيرفيت أوزونلار أول لاعبة تفوز بجائزة أفضل لاعبة في العام.

| العام   | اللاعبة          | النادي          | الملاحظات                                                                    |
| ------- | ---------------- | --------------- | ---------------------------------------------------------------------------- |
| 2009–10 | سيرفيت أوزونلار  | سيدني إف سي     | أول لاعبة في دوري السيدات تفوز بالجائزة                                      |
| 2010–11 | إليز كيلوند-نايت | بريزبان رور     |                                                                              |
| 2011–12 | ليديا وليامز     | كانبيرا يونايتد |                                                                              |
| 2012–13 | سام كير          | سيدني إف سي     |                                                                              |
| 2013–14 | كاترينا غوري     | بريزبان رور     |                                                                              |
| 2014–15 | إليز كيلوند-نايت | بريزبان رور     | أول لاعبة تفوز بالجائزة مرتين                                                |
| 2015–16 | ليديا وليامز     | ملبورن سيتي     |                                                                              |
| 2016–17 | سام كير          | بيرث غلوري      |                                                                              |
| 2017–18 | سام كير          | بيرث غلوري      | أول لاعبة تفوز بالجائزة ثلاث مرات أول لاعبة تفوز بالجائزة في موسمين متتاليين |
| 2018–19 | سام كير          | بيرث غلوري      | أول لاعبة تفوز بالجائزة في ثلاثة مواسم متتالية                               |
| 2019–20 | ستيف كاتلي       | أرسنال          |                                                                              |
| 2020–21 | إيلي كاربنتر     | أولمبيك ليون    |                                                                              |
| 2021–22 | سام كير          | تشيلسي          |                                                                              |
| 2022–23 | سام كير          | تشيلسي          |                                                                              |

## تفاصيل الفائزات

### حسب البلد
| البلد    | عدد الفوز | أعوام الفوز |
| -------- | --------- | --- |
| أستراليا | 10        | 2008–09، 2009–10، 2010–11، 2011–12، 2012–13، 2013–14، 2014–15، 2015–16، 2016–17، 2017–18، 2018–19، 2019–20، 2020–21 |

## وصلات خارجية
- الموقع الرسمي لرابطة لاعبي كرة القدم المحترفين (بالإنجليزية)
- الموقع الرسمي لدوري السيدات (بالإنجليزية)